# Johann Jakob von Tschudi
Johann Jakob von Tschudi (Glarona, 25 luglio 1818 – Lichtenegg, 8 ottobre 1889) è stato un naturalista ed esploratore svizzero.
Tschudi nacque a Glarona e studiò scienze naturali e medicina alle università di Neuchâtel, Leida e Parigi. Nel 1838 andò in Perù, dove rimase per cinque anni esplorando e collezionando piante sulle Ande. Un sito archeologico a Chan Chan in Perù porta il suo nome: la cittadella Tschudi meta dei turisti che visitano i resti dell'antica capitale dei Civiltà Chimú. Tra il 1857 e il 1859 visitò il Brasile e altri Paesi del Sudamerica. 

Nel 1860 venne nominato ambasciatore svizzero del Brasile, rimanendolo fino al 1868, e trascorse di nuovo il tempo esplorando il Paese e collezionando piante per i musei di Neuchâtel, Glarona e Friburgo.

## Lavori
- Untersuchungen uber die Fauna Perus (1844-47)
- Peruanische Reiseskizzen wuhrend der Jahre 1838-42 (1846)
- Die Ketchuasprache (1853)
- Reise durch die Andes von Südamerika (1860)
- Die brasilianische Provinz Minas-Geraes (1863)
- Reisen durch Südamerika (1866-69)

| Tschudi è l'abbreviazione standard utilizzata per le specie animali descritte da Johann Jakob von Tschudi. Categoria:Taxa classificati da Johann Jakob von Tschudi |